# Luis Alberto Spinetta
Luis Alberto Spinetta, noto anche con lo pseudonimo di El Flaco (in spagnolo Il magro), Luigi, Luisito, El Capitán e Luis Alberto (Buenos Aires, 23 gennaio 1950 – Buenos Aires, 8 febbraio 2012), è stato un cantante, chitarrista, compositore, tastierista e bassista argentino, considerato spesso il fulcro della scena rock del suo paese.

## Biografia

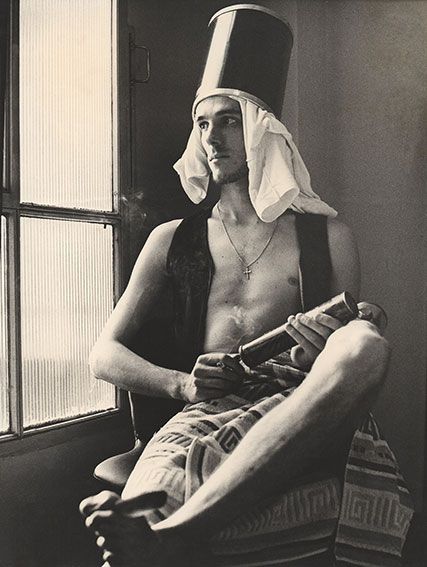
Luis Alberto Spinetta nel 1974

Nato nel barrio di Núñez a Buenos Aires è considerato uno dei padri della musica rock argentina insieme ad artisti come Litto Nebbia, Javier Martínez, Moris, Tanguito e Gustavo Cerati.
Figlio di un cantante di tango e nipote di due dipendenti della Columbia Records, fu precocemente iniziato nel mondo delle sette note, accedendo a un vasto archivio del repertorio tradizionale argentino.
A soli 17 anni, diede vita insieme a due compagni di scuola a quella che dal 1969 al 1980 sarebbe diventato il noto gruppo musicale rock Almendra. L'esordio musicale ebbe luogo il 29 novembre  1969 con l'album Almendra, che conteneva il brano Muchacha (ojos de papel) e Ana no duerme.
Nel corso della sua carriera artistica firmò una quarantina di album, che praticamente spaziano in tutte le sfumature del rock, contribuendo a fondare i seguenti gruppi musicali: gli Almendra, i Pescado Rabioso, gli Invisible, gli Spinetta y los Socios del Desierto e gli Spinetta Jade, coi quali ritornò a cantare in spagnolo durante la prima metà degli anni ottanta. Le sue composizioni risentirono dell'influenza di Vincent van Gogh, Sigmund Freud, Friedrich Nietzsche, Carlos Castaneda e Antonin Artaud.
Spinetta si spense a Buenos Aires l'8 febbraio 2012, all'età di 62 anni, a seguito di un cancro ai polmoni diagnosticato nel luglio del 2011.
Il 27 novembre 2015 fu pubblicato Los amigos, il primo e unico disco postumo di Spinetta, registrato il 5 marzo 2011 negli studi La Diosa Salvare dall'ingegnere Mariano López. Nel 2015, il materiale raccolto fu poi oggetto di una fase di post-produzione insieme ai quattro figli di Spinetta, nei mesi precedenti il suo lancio.

## Discografia parziale

### Con gli Almendra
Album in studio
- 1969 - Almendra
- 1969 - Almendra II
- 1970 - El Valle Interior

Album dal vivo
- 1980 Almendra en Obras I/II

### Con Pescado Rabioso
Album in studio
- 1972 - Desatormentándonos
- 1973 - Pescado II
- 1973 - Artaud

### Con Invisible
Album in studio
- 1974 - Invisible
- 1975 - Durazno Sangrando
- 1976 - El Jardín de los Presentes

Singoli
- 1974 - Estado de coma
- 1974 - La llave de Mandala
- 1974 - Viejos ratones del tiempo

### Con Spinetta Jade
Album in studio
- 1980 - Alma de Diamante
- 1981 - Los Niños Que Escriben En El Cielo
- 1983 - Bajo Belgrano
- 1984 - Madre en Años Luz

### Con Spinetta y los Socios del Desierto
Album in studio
- 1996 - Socios del Desierto
- 1999 - Los Ojos

Album dal vivo
- 1998 - San Cristóforo

### Solista
Album in studio
- 1971 - Spinettalandia y sus amigos -  La búsqueda de la estrella
- 1977 - A 18´ del sol
- 1979 - Only Love Can Sustain
- 1982 - Kamikaze
- 1982 - Mondo di cromo
- 1986 - Privé
- 1986 - La La La (con Fito Páez)
- 1988 - Téster de violencia
- 1989 - Don Lucero
- 1991 - Pelusón Of Milk
- 2001 - Silver Sorgo
- 2002 - Argentina Sorgo Films Presenta: Spinetta Obras
- 2003 - Para los Árboles
- 2004 - Camalotus
- 2006 - Pan
- 2008 - Un Mañana

Album dal vivo
- 1990 - Exactas
- 1997 - Estrelicia  (MTV Unplugged)
- 1998 - San Cristóforo: Un Sauna de Lava Eléctrico
- 2010 - Spinetta y las Bandas Eternas

Colonne sonore
- 1993 - Fuego Gris

Raccolte
- 1999 - Elija y Gane

## Poesie
- Guitarra Negra, Black Guitar, 1978, ISBN 950-889-014-2

## Omaggi
- Il Congresso della Nazione Argentina ha istituito, per mezzo della legge 27.106, il 23 gennaio, giorno della nascita di Spinetta, come il Día Nacional del Músico (in spagnolo Giornata nazionale del musicista) [10].